# Ninurta

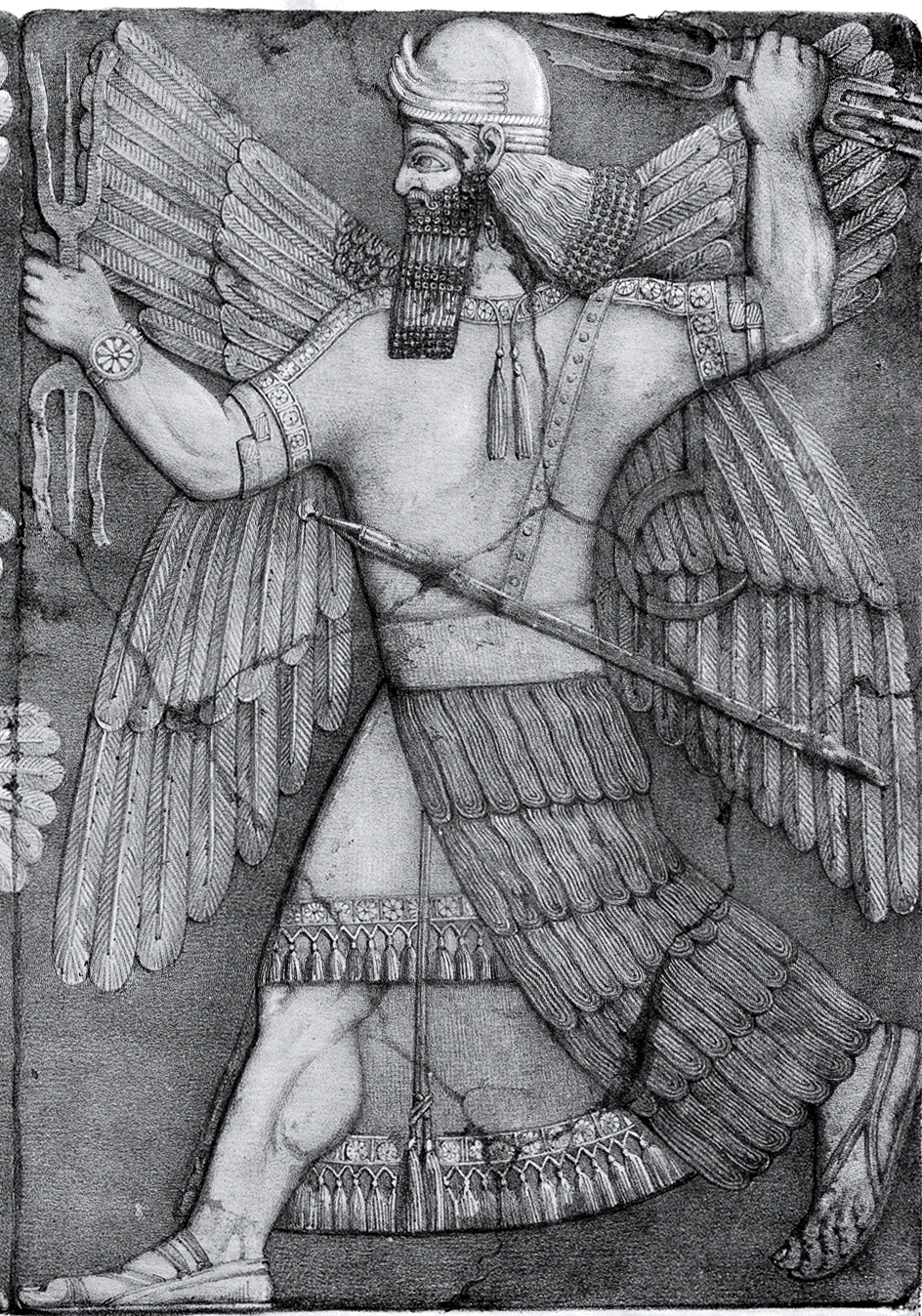
Dibujo que recrea el relieve en piedra asirio del templo de Ninurta en Kalhu, se observa al dios con sus rayos persiguiendo a Anzû, quien se robó la Tablilla de los Destinos del santuario de Enlil.

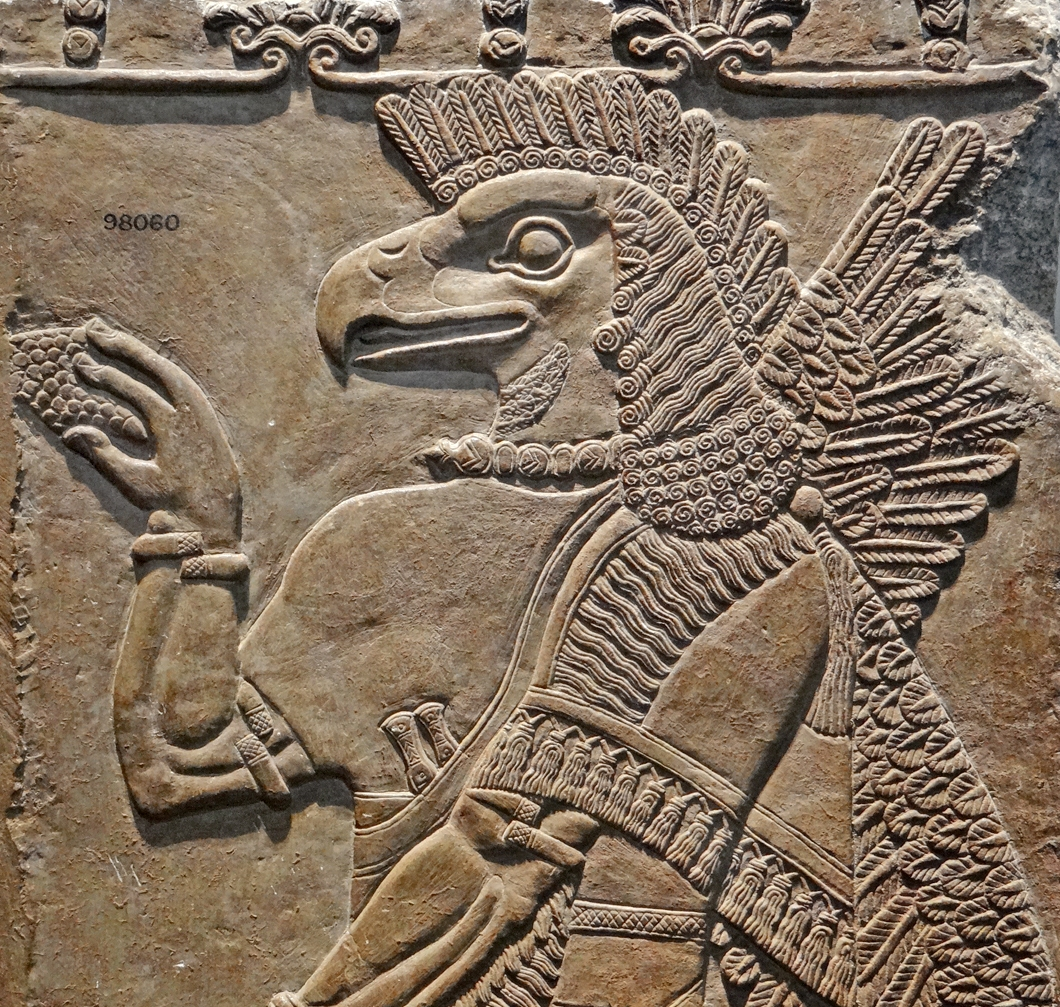
Ninurta o Ningirsu.

En la mitología sumeria y acadia, Ninurta (Nin-Ur: Señor de la Tierra o Señor del Arado) era el dios de Nippur, también identificado como Ningirsu, Ninib o Ninip. Conformaba una tríada de dioses junto con su padre Enlil y a su madre Ninlil. Habitualmente se representaba sosteniendo un arco, una lanza y una maza mágica llamada Sharur, la cual podía hablar y transformarse en un león alado.

## Culto
El culto a Ninurta se remonta a los orígenes de Sumeria. Se encuentra en una inscripción de Lagash donde aparece bajo el nombre de Ningirsu, “el señor de Girsu” (uno de los centros urbanos del estado de Lagash).
Ninurta tiene una doble cara en los himnos y alabanzas dirigidos a él. Por un lado es un granjero y dios benéfico que cura enfermedades y ahuyenta demonios y por el otro, como hijo de Enlil, es el enfadado y celoso dios del aire.
Entre los asirios fue muy popular y varios de sus reyes adoptaron su nombre. Ashur-nasir-pal II le construyó un palacio en su nueva capital Kalhu.
En el sistema astral, Ninurta está asociado a Saturno.

## Mitología

### Lugal-e
Solo superado por la diosa Inanna, Ninurta probablemente aparece en más mitos que cualquier otra deidad mesopotámica. En el poema sumerio Lugal-e, también conocido como Las hazañas de Ninurta, un demonio llamado Asag ha estado causando enfermedades y envenenando los ríos. Sharur, la maza parlante de Ninurta, lo insta a luchar contra Asag. Ninurta se enfrenta a Asag, que está protegido por un ejército de guerreros de piedra. Inicialmente Ninurta "huye como un pájaro",  pero Sharur lo insta a luchar. Ninurta mata a Asag y sus ejércitos. Entonces Ninurta organiza el mundo, usando las piedras de los guerreros que ha derrotado para construir las montañas, que él diseña para que los arroyos, lagos y ríos fluyan hacia los ríos Tigris y Éufrates, haciéndolos útiles para riego y agricultura. La madre de Ninurta, Ninmah, desciende del cielo para felicitar a su hijo por su victoria. Ninurta le dedica la montaña de piedra y le cambia el nombre a Ninhursag, que significa "Señora de la Montaña". Nisaba, la diosa de los escribas, aparece y escribe la victoria de Ninurta, así como el nuevo nombre de Ninhursag. Finalmente, Ninurta regresa a casa en Nippur, donde es celebrado como un héroe. Este mito combina el papel de Ninurta como deidad guerrera con su papel de deidad agrícola. El título Lugal-e significa "¡Oh rey!" y proviene de la frase inicial del poema en el sumerio original. Las hazañas de Ninurta es un título moderno que le asignan los eruditos. El poema fue finalmente traducido al acadio después de que se considerara que el sumerio era demasiado difícil de entender.
Un escrito que acompaña al Lugal-e es Angim dimma, o El regreso de Ninurta a Nippur, que describe el regreso de Ninurta a Nippur después de matar a Asag. Contiene poca narrativa y es principalmente una pieza de elogio, que describe a Ninurta en términos exagerados y lo compara con el dios An. Se cree que Angim dimma se escribió originalmente en sumerio durante la Tercera Dinastía de Ur (c. 2112 - c. 2004 a. C.) o el Período Antiguo Babilónico temprano (c. 1830 - c. 1531 a. C.) los textos que sobreviven datan del período babilónico antiguo. También han sobrevivido numerosas versiones posteriores del texto. Se tradujo al acadio durante el período babilónico medio (c. 1600 - c. 1155 a. C.).